# 올리 맷슨

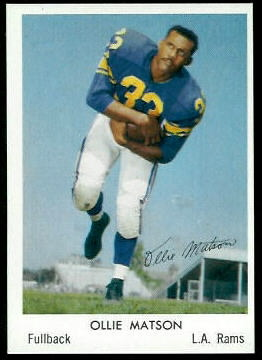

올리 맷슨(Ollie Matson, 본명: 올리 제노아 맷슨 2세, Ollie Genoa Matson II, 1930년 5월 1일 ~ 2011년 2월 19일)는 미국 올림픽 메달을 획득한 단거리 달리기 선수이자 프로 미식축구 선수였다. 1952년부터 1966년까지 시카고 카디널스와 로스앤젤레스 램스에서 내셔널 풋볼 리그(NFL)의 하프백 및 리턴 전문가로 활약했다. 샌프란시스코 돈스(San Francisco Dons)에서 대학 미식축구 선수로 활약했으며 1952년 NFL 드래프트의 첫 번째 라운드(전체 3번째)에서 카디널스에 의해 선발되었다.
맷슨은 프로 경력 동안 NFL 1군 올프로(All-Pro)에 7번 선정되었고 프로볼에 6번 선정되었다. 1972년에 프로 풋볼 명예의 전당에 선출되었고, 나중에 리그 100주년 기념 행사에서 NFL의 1950년대 전체 10년 팀에 포함되었다.